# 魏伐百济
魏伐百济，北魏孝文帝时，北魏军进攻百济的作战，被百济击败。
关于北魏的史书如《魏书》、《北史》没有记载魏伐百济之役。《南齐书·百济传》记载北魏派军骑兵数十万攻打百济，百济王牟大派沙法名、赞首流、解礼昆、木干那率军击败魏军。牟大向齐明帝上书，称战争在庚午年（490年）。《建康实录》称发生在484年，《资治通鉴》与《三国史记·百济本纪》称发生在488年十月。韩昇教授认为此战即使是真实的，也是小规模战役，只是百济王对南齐皇帝的夸张之言。